# Kościół św. Jakuba w Gdańsku
Kościół św. Jakuba w Gdańsku – kościół rektorski w Gdańsku, należący do parafii św. Brygidy archidiecezji gdańskiej.

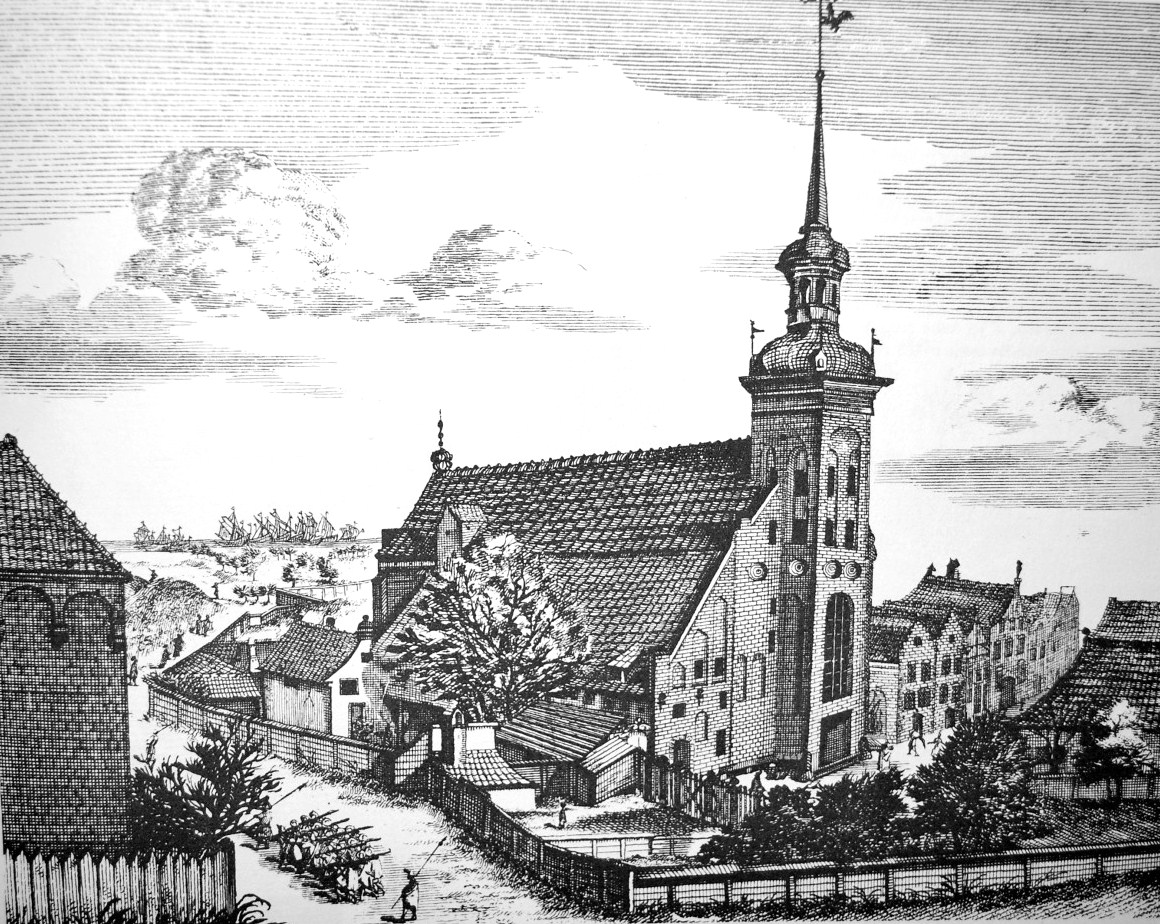
Kościół św. Jakuba według Petera Willera, 1687

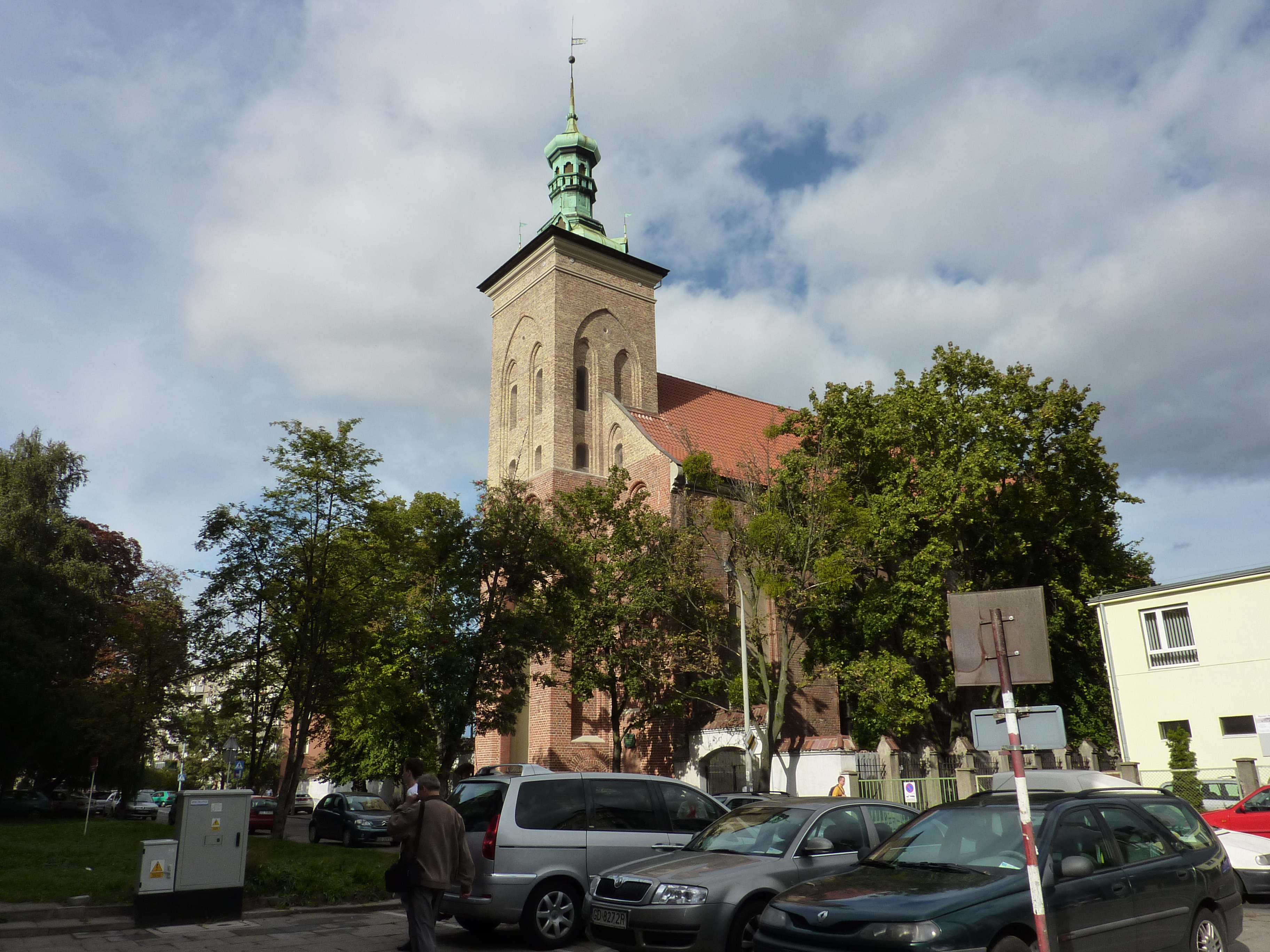
Od strony Starego Miasta

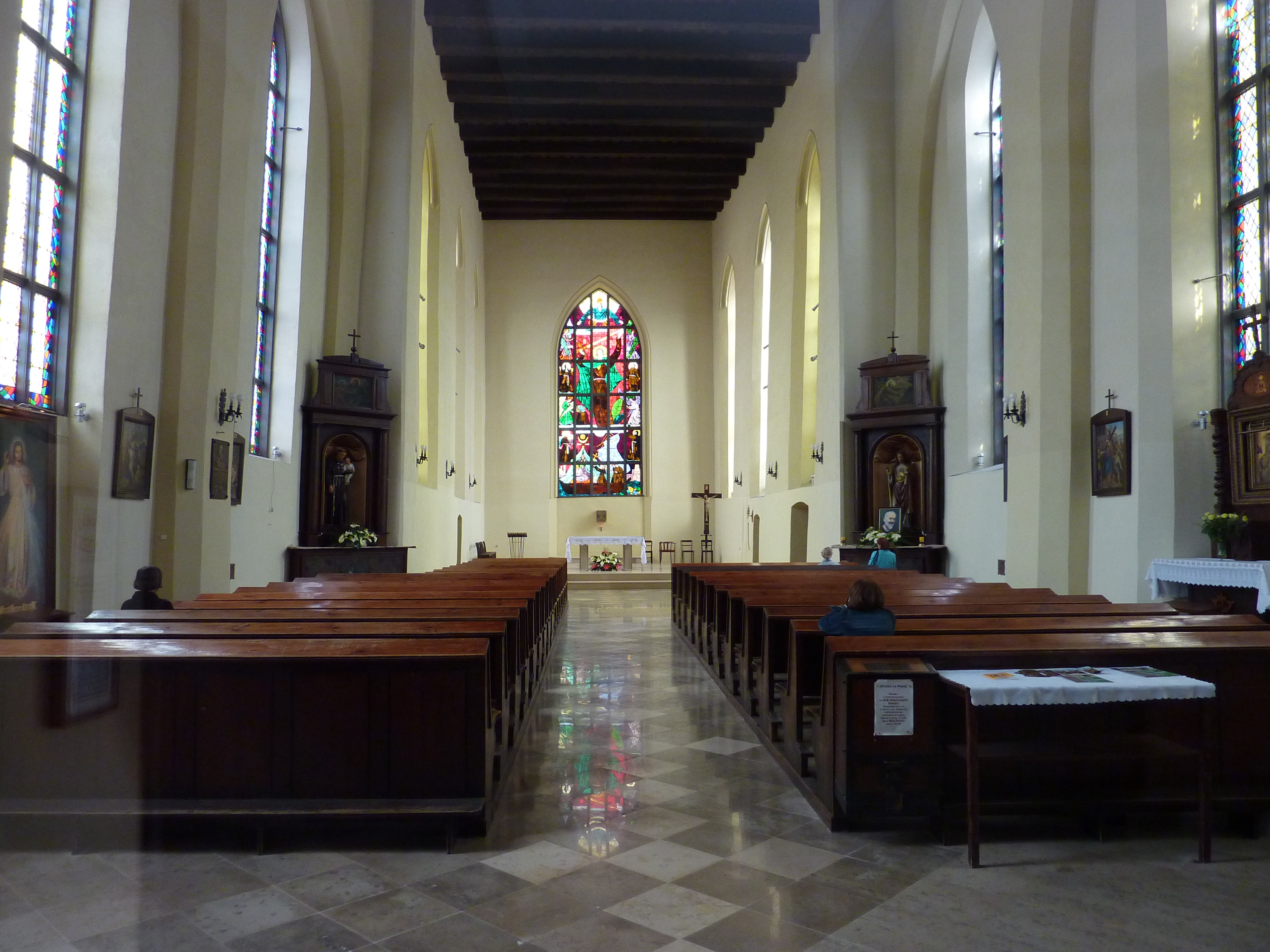
Wnętrze

## Architektura
Świątynia jest przykładem późnogotyckiego przyszpitalnego budownictwa sakralnego. Wczesnobarokowy hełm na wieży został przeniesiony z Bramy św. Jakuba. W latach 1815–1948 kościół nie pełnił funkcji sakralnych. Przetrwał pożogę II wojny światowej w dobrym stanie — był uszkodzony w niewielkim stopniu. Dzięki temu zachował się unikalny, późnorenesansowy strop belkowy z drewna modrzewiowego. Elementami obecnego wystroju są witraże, w tym wielki witraż w oknie w prezbiterium zaprojektowany przez Zofię Boduoin de Courtenay (w 2008 zamalowano polichromie tej autorki w nawie głównej, ale zachowały się dwa obrazy wkomponowane w ołtarze boczne) oraz kamienny portal. 

## Kalendarium
- 1415 – marynarze (szyprowie) gdańscy budują w tym miejscu kaplicę i szpital ku czci swego patrona, św. Jakuba[3] (poświęcenie 18 marca 1415).
- 1432–1437 – w miejsce kaplicy marynarze budują obecny kościół św. Jakuba.
- 1433 1 sierpnia – poświęcenie nowej świątyni, która już 4 września zostaje spalona przez husytów; po odbudowie w formie jednonawowego korpusu z sygnaturką i z dzwonem ponowne poświęcenie w 1437
- 1551 – rada miasta Gdańska przeznaczyła kościół dla Polaków.
- 1556 – kościół przejmują protestanci – kazania nadal głoszone w języku polskim; komunia udzielana pod dwiema postaciami.
- 1636 (lipiec) – pożar wywołany uderzeniem pioruna niszczy świątynię. Odbudowa trwa 3 lata. Z tego czasu pochodzi obecna wieża.
- 1807 – wojska francuskie zmieniają kościół na obóz dla jeńców pruskich i rosyjskich.
- 1808 – przywrócenie funkcji sakralnych
- 1815 – wybuch w pobliskiej baszcie prochowej powoduje znaczne zniszczenia (gł. hełmu i dachów), kościół przestaje pełnić funkcje sakralną.
- 1817 – kościół przebudowano na bibliotekę miejską i szkołę nawigacyjną. Od 1860 biblioteka zajmuje całość obiektu.
- 1881 – osadzenie na wieży hełmu z rozbieranej bramy św. Jakuba
- 1904 – biblioteka jest przeniesiona do nowego gmachu, w kościele do końca II wojny światowej mieści się Gdańska Izba Rzemieślnicza (z wystawą maszyn i biblioteką techniczną), z wyjątkiem I wojny światowej, kiedy pełni funkcję lazaretu.
- 1946 – zniszczony w niewielkim stopniu zabytek (uszkodzone szczyty, dachy i brak oszklenia) przejmują oo. kapucyni.
- 1948 – zakon kapucynów odbudował kościół marynarzy gdańskich. Kościół zostaje ponownie poświęcony.
- 1952–1960 – powstają freski w nawie głównej, witraż św Jakuba, ambona, ołtarze boczne.
- 2008 – zamalowane zostają freski w nawie głównej.
- 21 maja 2011 – uruchomiona została iluminacja kościoła[4].